# Teatr Radwanek

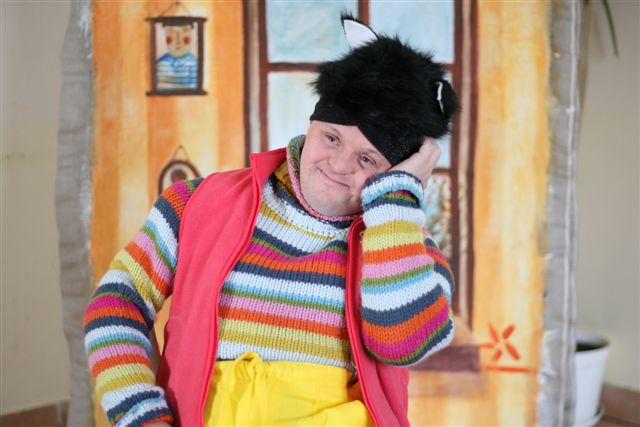
Aktor Teatru Radwanek w roli Kotka

Teatr Radwanek – amatorska grupa teatralna złożona z osób niepełnosprawnych intelektualnie, mieszkańców schroniska Fundacji im. Brata Alberta w Radwanowicach pod Krakowem, w tym także podopiecznych ośrodka terapeutyczno-rehabilitacyjnego dla osób niepełnosprawnych intelektualnie „Dolina Słońca” w Radwanowicach, który wybudowała i prowadzi Fundacja Anny Dymnej Mimo Wszystko. 
Zespół powstał w 1990. Co roku Radwanek wystawia nową inscenizację. Jej premiera − jako spektakl pozakonkursowy − odbywa się podczas finału Ogólnopolskiego Przeglądu Twórczości Teatralno-Muzycznej Osób Niepełnosprawnych Albertiana na Dużej Scenie Teatru im. Juliusza Słowackiego w Krakowie. Radwanek występuje także na przeglądach teatralnych i podczas Ogólnopolskich Dni Integracji Zwyciężać mimo wszystko. Od 2001 głosu baśniowym postaciom w przedstawieniach teatru użyczają krakowscy aktorzy, m.in.: Anna Dymna, Anna Polony, Jerzy Trela, Tadeusz Huk, Elżbieta Karkoszka i Ewa Kaim.

## Historia

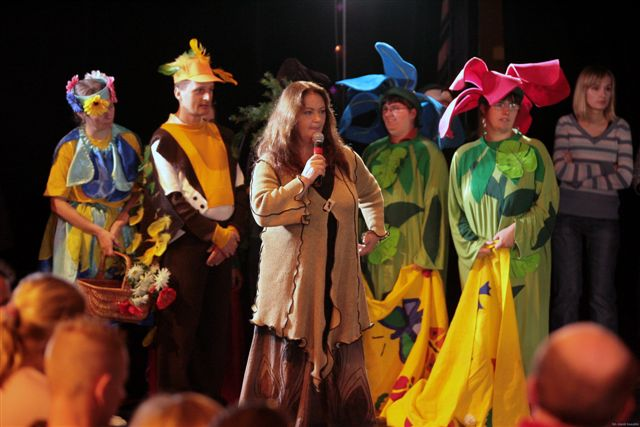
Anna Dymna i aktorzy teatru podczas Festiwalu "Albertiana"

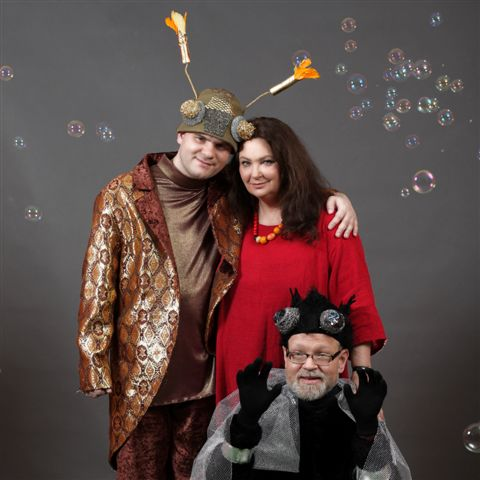
Anna Dymna i aktorzy teatru podczas próby generalnej przedstawienia "Komar i Orkiestra"

Według kroniki samego teatru, to niepełnosprawni aktorzy wymyślili nazwę dla niego. Pochodzi ona od rycerza Radwana, założyciela podkrakowskich Radwanowic, który, według starych podań, odznaczył się niebywałym męstwem w czasie wyprawy króla Bolesława Śmiałego na Ruś Kijowską. Autorką postaci Radwanka jest Iza Maroń. Imię dla niej wymyślił Jan Świątek. Pierwszymi opiekunkami grupy były Katarzyna Rząsa oraz Dorota Papież. Zrealizowały z zespołem m.in. Małego Księcia, Kopciuszka, Jasia i Małgosię oraz, wspólnie z uczniami radwanowickiej szkoły podstawowej, Jasełka. Od połowy lat 90. XX w. pracą z niepełnosprawnymi intelektualnie aktorami zajmują się Maria Krzystanek i Jolanta Toboła. Od 1999 pomaga im Anna Dymna. Aktorka jest reżyserem inscenizacji Radwanka i autorką scenariuszy do jego przedstawień. Prowadzona przez nią Fundacja Mimo Wszystko finansuje i wspiera rzeczowo działalność tej niezwykłej grupy teatralnej. 

## Przedstawienia
- 2001 — Stworzenie świata, spektakl na podstawie Biblii, scen. i reż: Anna Dymna
  - Głosu użyczyli: Anna Dymna, Krzysztof Orzechowski
  - Kostiumy: Maria Walczowska, Maria Chochoł
  - Projekt kostiumów: Ryszard Melliwa
  - Opracowanie muzyczne: Mieczysław Mejza
  - Nagranie: Andrzej Kaczmarczyk
- 2002 — Wygnanie Adama i Ewy z Raju, spektakl na podstawie Biblii, scen. i reż: Anna Dymna
  - Głosu użyczyli: Anna Dymna, Krzysztof Orzechowski, Ewa Kaim, Piotr Grabowski, Jerzy Nowak
  - Kostiumy: Maria Walczowska, Maria Chochoł
  - Projekt kostiumów: Ryszard Melliwa
  - Opracowanie muzyczne: Mieczysław Mejza
  - Nagranie: Andrzej Kaczmarczyk
- 2003 — Potop, spektakl na podstawie Biblii, scen. i reż: Anna Dymna
  - Głosu użyczyli: Anna Dymna, Jerzy Trela
  - Kostiumy: Elżbieta Dyakowska, Elżbieta Kwasek
  - Projekt kostiumów: Ryszard Melliwa
  - Opracowanie muzyczne: Mieczysław Mejza
  - Nagranie: Andrzej Kaczmarczyk
- 2004 — Wieża Babel, spektakl na podstawie Biblii, scen. i reż: Anna Dymna
  - Głosu użyczyli: Anna Dymna, Jerzy Trela, Iwona Bielska, Beata Paluch, Ewa Kaim, Tadeusz Huk, Piotr Grabowski, Monika Jakowczuk, Jakub Przebindowski, Andrzej Kozak
  - Kostiumy: Elżbieta Dyakowska, Elżbieta Kwasek
  - Projekt kostiumów: Ryszard Melliwa
  - Opracowanie muzyczne: Mieczysław Mejza
  - Nagranie: Andrzej Kaczmarczyk
- 2005 — Brzydkie Kaczątko, spektakl na podstawie baśni H.Ch. Andersena, scen. i reż: Anna Dymna
  - Głosu użyczyli: Anna Dymna, Anna Polony, Jerzy Trela, Ewa Kaim, Jakub Przebindowski, Elżbieta Karkoszka, Beata Paluch
  - Kostiumy: Elżbieta Dyakowska, Elżbieta Kwasek
  - Projekt kostiumów: Ryszard Melliwa
  - Opracowanie muzyczne: Mieczysław Mejza
  - Nagranie: Andrzej Kaczmarczyk
  - W przedstawieniu, obok niepełnosprawnych intelektualnie aktorów, udział wzięli uczniowie Integracyjnej Szkoły Podstawowej w Radwanowicach.
- 2006 — Calineczka, spektakl na podstawie baśni H. Ch. Andersena, scen. i reż: Anna Dymna
  - Głosu użyczyli: Anna Dymna, Ewa Kolasińska, Beata Paluch, Dorota Pomykała, Anna Radwan, Dorota Segda, Tadeusz Huk,  Jacek Romanowski
  - Słowa piosenki Calineczki: Maciej Wojtyszko
  - Muzyka: Andrzej Zarycki
  - Kostiumy: Elżbieta Dyakowska, Elżbieta Kwasek
  - Projekt kostiumów: Ryszard Melliwa
  - Opracowanie muzyczne: Mieczysław Mejza
  - Nagranie: Andrzej Kaczmarczyk
- 2007 — Kozucha Kłamczucha,  spektakl na podstawie bajki J. Porazińskiej, scen. i reż: Anna Dymna
  - Głosu użyczyli: Anna Dymna, Ewa Kaim, Anna Radwan, Anna Polony, Beata Paluch, Jacek Romanowski, Tadeusz Huk, Marek Litewka
  - Słowa piosenek: Maciej Wojtyszko
  - Muzyka: Andrzej Zarycki
  - Kostiumy: Elżbieta Dyakowska, Elżbieta Kwasek
  - Projekt kostiumów: Ryszard Melliwa
  - Opracowanie muzyczne: Mieczysław Mejza
  - Nagranie: Andrzej Kaczmarczyk
- 2008 — Rzepka,  spektakl na podstawie wiersza J. Tuwima, scen. i reż: Anna Dymna
  - Głosu użyczyli: Anna Dymna, Anna Radwan, Ewa Kaim, Beata Paluch, Marek Litewka, Jacek Romanowski, Adam Nawojczyk
  - Słowa piosenek: Maciej Wojtyszko
  - Muzyka: Andrzej Zarycki
  - Kostiumy: Elżbieta Dyakowska, Elżbieta Kwasek
  - Projekt kostiumów: Ryszard Melliwa
  - Opracowanie muzyczne: Mieczysław Mejza
  - Nagranie: Andrzej Kaczmarczyk
- 2009 —  Komar i Orkiestra Igora Sikiryckiego, reż: Anna Dymna
  - Głosu użyczyli: Anna Dymna, Jacek Romanowski, Tadeusz Kwinta, Anna Radwan, Beata Paluch, Ewa Kaim, Beata Malczewska, Marek Litewka, Zbigniew Ruciński
  - Słowa piosenek: Maciej Wojtyszko]
  - Muzyka: Andrzej Zarycki
  - Skrzypce: Michał Półtorak
  - Kostiumy: Elżbieta Dyakowska, Elżbieta Kwasek
  - Projekt kostiumów: Ryszard Melliwa
  - Opracowanie muzyczne: Mieczysław Mejza
  - Nagranie: Andrzej Kaczmarczyk
- 2010 —  Święty Franciszek, scen.: Marta Guśniowska, reż.: Anna Dymna
  - Głosu użyczyli: Anna Dymna, Jacek Romanowski, Ewa Kaim, Leszek Piskorz, Beata Malczewska, Beata Paluch, Jerzy Trela, Tadeusz Huk, Maciej Luśnia.
  - Słowa piosenek: Maciej Wojtyszko
  - Muzyka: Andrzej Zarycki
  - Wykonanie: Michał Półtorak (skrzypce), Magdalena Pluta (wiolonczela), Ryszard Starzycki (flet), Józef Michalik (kontrabas), Krzysztof Oczkowski (gitara)
  - Scenografia: Ryszard Melliwa
  - Kostiumy: Elżbieta Dyakowska, Elżbieta Kwasek
  - Montaż dźwięku: Andrzej Kaczmarczyk, Wiesław Kogut
- 2011 —  Tajemniczy Ogród, scen.: Marta Guśniowska, reż.: Anna Dymna
  - Głosu użyczyli: Anna Dymna, Anna Radwan, Adam Nowojczyk, Aldona Grochal, Zbigniew Ruciński, Beata Malczewska, Beata Paluch, Jacek Romanowski.
  - Słowa piosenek: Maciej Wojtyszko
  - Muzyka: Andrzej Zarycki
  - Wykonanie: Michał Półtorak (skrzypce), Magdalena Pluta (wiolonczela), Ryszard Starzycki (flet), Józef Michalik (kontrabas), Krzysztof Oczkowski (gitara)
  - Scenografia: Ryszard Melliwa
  - Kostiumy: Elżbieta Dyakowska, Elżbieta Kwasek
  - Montaż dźwięku: Andrzej Kaczmarczyk, Wiesław Kogut
- 2012 —  Piekarenka Brata Alberta, scen.: Marta Guśniowska, reż.: Anna Dymna
  - Głosu użyczyli: Anna Dymna, Aldona Grochal, Ewa Kaim, Beata Paluch-Zarycka, Anna Radwan, Roman Gancarczyk, Krzysztof Globisz, Adam Nawojczyk, Zbigniew Ruciński
  - Słowa piosenek: Maciej Wojtyszko
  - Muzyka: Andrzej Zarycki
  - Wykonanie: Michał Półtorak (skrzypce), Magdalena Pluta (wiolonczela), Ryszard Starzycki (flet), Józef Michalik (kontrabas), Krzysztof Oczkowski (gitara)
  - Scenografia: Ryszard Melliwa
  - Kostiumy: Elżbieta Dyakowska, Elżbieta Kwasek
  - Montaż dźwięku: Andrzej Kaczmarczyk, Wojciech Kiwer
- 2013 —  Franek z Doliny Słońca, scen.: Marta Guśniowska, reż.: Anna Dymna
  - Głosu użyczyli: Zbigniew Kaleta, Beata Malczewska, Ewa Kaim, Andrzej Rozmus, Beata Paluch-Zarycka, Katarzyna Zawiślak-Dolny, Anna Radwan, Jacek Romanowski
  - Słowa piosenek: Maciej Wojtyszko
  - Muzyka: Andrzej Zarycki
  - Wykonanie: Michał Półtorak (skrzypce), Magdalena Pluta (wiolonczela), Ryszard Starzycki (flet), Józef Michalik (kontrabas), Krzysztof Oczkowski (gitara)
  - Scenografia: Ryszard Melliwa
  - Kostiumy: Elżbieta Dyakowska, Elżbieta Kwasek
  - Montaż dźwięku: Andrzej Kaczmarczyk

Prapremiera spektaklu odbyła się 26 września 2012 r. w ośrodku terapeutyczno-rehabilitacyjnym dla osób niepełnosprawnych intelektualnie „Dolina Słońca” w Radwanowicach, w 10. rocznicę istnienia Fundacji Anny Dymnej „Mimo Wszystko”.
- 2019 —  Jesteśmy z jednego ogródka, spektakl na podstawie wiersza J. Brzechwy, scen. i reż.: Anna Dymna
- Głosu użyczyli: Anna Dymna, Przemysław Branny, Marta Grąziowska, Łukasz Szczepanowski, Beata Malczewska, Rafał Jędrzejczyk, Beata Paluch, Roman Gancarczyk i Agnieszka Kościelniak
- Słowa piosenek: Maciej Wojtyszko
- Muzyka: Andrzej Zarycki
- Wykonanie: Wiesław Ochwat (akordeon), Krzysztof Oczkowski (gitara), Józef Michalik (kontrabas), Władysław Grochot (trąbka), Magdalena Pluta (wiolonczela), Janusz Witko (saksofon/klarnet), Robert Szczerba (puzon), Marek Olma (instrumenty perkusyjne)
- Korepetytor muzyczny: Barbara Siklucka
- Scenografia: Ryszard Melliwa
- Kostiumy: Elżbieta Dyakowska
- Montaż dźwięku: Aleksander Wilk